# 블로케

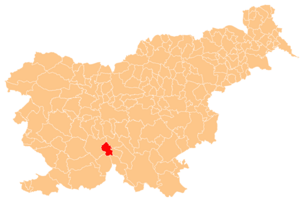
블로케의 위치

블로케(슬로베니아어: Bloke)는 슬로베니아의 도시로 면적은 75.1km2, 인구는 1,578명(2002년 기준), 인구 밀도는 21명/km2이다.